# اعمال حج

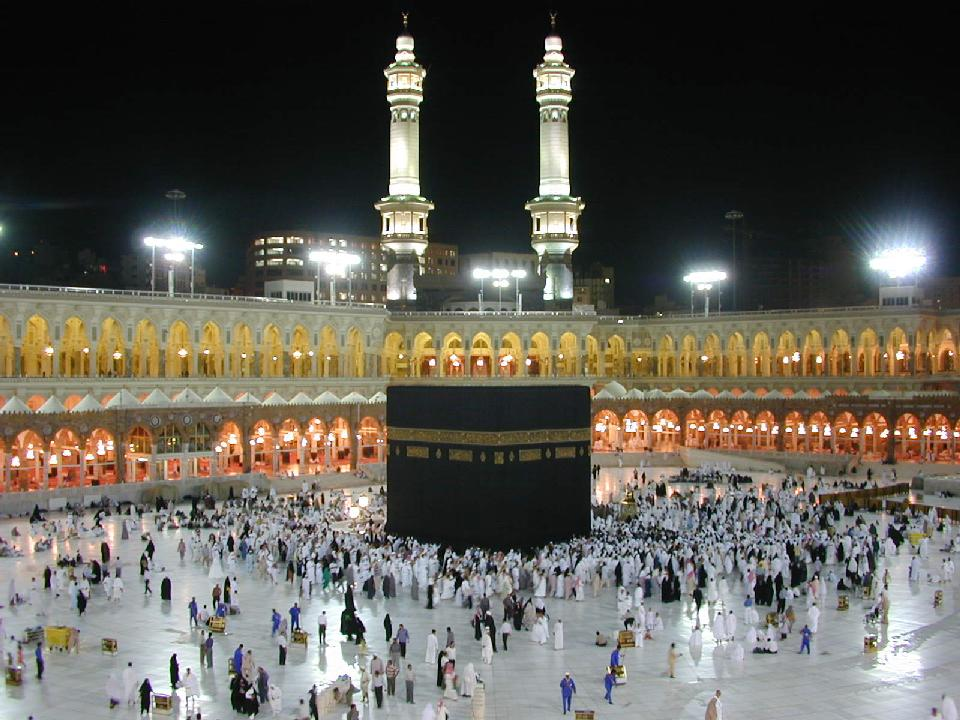
تصویر مسلمانان که درحال طواف خانه کعبه هستند

اعمال حج یا مناسک حج مربوط می‌شود به تمامی کارها و اعمالی که در مراسم [حج] انجام می‌شود.
باید توجه داشت کسانی که از بیرون مکّه (تا فاصله ۱۶ فرسخ یا بیشتر) برای انجام حج می‌روند، باید قبل از اعمال حج «عُمره تَمتُّع» بجا بیاورند.